# George H. Pendleton
George Hunt Pendleton (ur. 19 lipca 1825, zm. 24 listopada 1889) – amerykański polityk, członek partii demokratycznej.
George Hunt Pendleton urodził się 19 lipca 1825 w Cincinnati w stanie Ohio. Uczył się w lokalnych szkołach, a także na Uniwersytecie Ruprechta Karla w Heidelbergu w Niemczech, gdzie studiował prawo. Po powrocie do rodzinnego Cincinnati rozpoczął praktykę adwokacką. W 1854 roku ubiegał się nieskutecznie o miejsce w Izbie Reprezentantów Stanów Zjednoczonych z Ohio. W latach 1854–1856 zasiadał za to w stanowym senacie stanu Ohio.
W 1856 roku wygrał w wyborach do Izby Reprezentantów Stanów Zjednoczonych 35. kadencji, a później trzykrotnie skutecznie ubiegał się o reelekcję. Przegrał w wyborach na to stanowisko w 1864 roku. W sumie reprezentował 1. okręg wyborczy w stanie Ohio w Izbie Reprezentantów Stanów Zjednoczonych w latach 1857–1865.
W roku 1862 został mianowany specjalnym przedstawicielem Izby Reprezentantów Stanów Zjednoczonych w celu przeprowadzenia impeachmentu sędziego Westa Humphreysa.

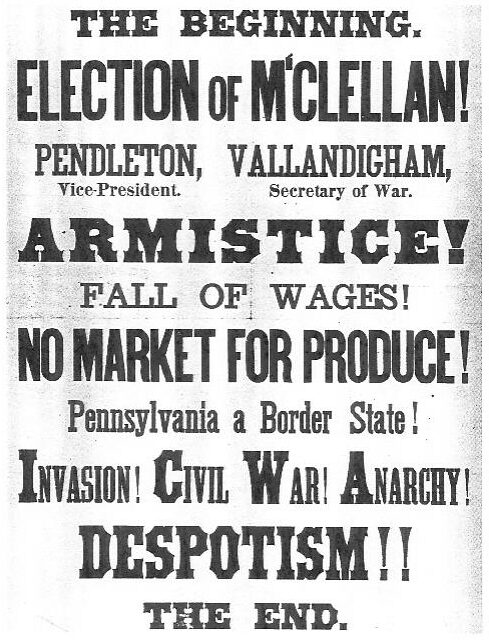
Plakat wyborczy

W następnych latach Pendleton poniósł kilka porażek wyborczych. W 1864 nieskutecznie ubiegał się o fotel wiceprezydenta Stanów Zjednoczonych, obok George’a McClellana, który był kandydatem partii demokratycznej na stanowisko prezydenta Stanów Zjednoczonych. W 1866 ubiegał się o miejsce w Izbie Reprezentantów Stanów Zjednoczonych 40. kadencji z Ohio, także nieskutecznie. W 1869 roku przegrał w wyborach na stanowisko gubernatora stanu Ohio.
W latach 1869–1879 zajął się działalnością przedsiębiorczą, zostając prezydentem Kentucky Central Railroad.
W 1878 roku skutecznie powrócił do polityki wygrywając w wyborach do Senatu Stanów Zjednoczonych, gdzie zasiadał w latach 1879–1885. Był promotorem słynnej ustawy Civil Service Reform Act (zwanej „ustawą Pendletona”). Jej celem było ograniczenie „systemu łupów”, uzdrowienie federalnej administracji oraz nadanie jej apolitycznego charakteru. Nie udało mu się jednak uzyskać nominacji partyjnej w wyborach na kolejną kadencję. W 1885 roku został mianowany specjalnym wysłannikiem dyplomatycznym do Niemiec.
Zmarł 24 listopada 1889 roku w Brukseli w Belgii. Jego ciało jest pochowane na cmentarzu w rodzinnym Cincinnati.